# Paarse eikenschorszwam
De paarse eikenschorszwam (Peniophora quercina) is een schimmel behorend tot de familie Peniophoraceae. Hij komt vooral veel voor op dode, vaak nog aan de boom zittende, eikentakken in bossen, parken of andere aanplant. Soms komt hij voor op beuk en zelden op ander loofhout. De vruchtlichamen zijn het hele jaar door te vinden, vaak samen met de gele trilzwam (Tremella mesenterica) of de gewone schorsbreker (Vuilleminia comedens).

## Kenmerken

### Uiterlijke kenmerken
Het vruchtlichaam is aanvankelijk een wratachtig of rond vlekje. Meerdere exemplaren groeien aaneen tot een korstige laag van zo'n 10 cm lang en zo breed als de gastheer. Al vrij snel laat de buitenste rand los en vormt een smal hoedkantje. Het hymenium is in verse toestand donkerpaars met rode of grijze tonen. Bij opdrogen of verouderen wordt de kleur rossig of lila-grijs. De korst kan opzwellen tot een dikte van ongeveer 2 mm en ziet er dan enigszins glazig-wasachtig uit. Het oppervlak is glad of licht hobbelig. Opgedroogd komen er barsten in de vruchtlichamen die dan knapperig en broos en zijn en niet meer dan 0,2-0,5 mm dik.

### Microscopische kenmerken
De sporen zijn cilindrisch en licht gebogen, glad, transparant (hyaliene) en meten 9-12 × 3-4 µm. De gleocystidia zijn afwezig, maar puntige, dunwandige en geïncrusteerde cystiden komen wel voor.

## Verspreiding

Europees verspreidingsgebied

De schimmel komt voor in Noord-Amerika (Mexico, Verenigde Staten), Azië (Iran, Noord-India, Tibet, Japan, Zuid-Korea), Noord-Afrika (Marokko) en Europa. De soort is boreosubtropisch tot gematigd (subboreaal) en is in wezen holarctisch algemeen. De schimmel komt in bijna heel Europa voor en is wijdverbreid in het Europese eikengebied. Alleen in Finland lijkt het te ontbreken. In het noorden is zijn bereiklimiet in het zuiden van Scandinavië, waar het naar het noorden oprukt tot ongeveer de 60e breedtegraad. De zwam komt in België en Nederland algemeen voor.